# Теодор Лаврецький
Теодор Лаврецький (бл. 1755 — 13 листопада 1833, Чернівці) — греко-католицький священник, перший парох Чернівців і перший декан Буковинського деканату.

## Життєпис
Народився бл. 1755 року. Після закінчення семінарії висвячений на священика. Був одружений. Його син Антін Лаврецький теж став греко-католицьким священиком.
До 1814 року о. Теодор Лаврецький був парохом у Сяніку на Лемківщині, а 1 жовтня 1814 року призначений першим парохом у Чернівцях. У Чернівцях спочатку відправляв Службу Божу в римо-католицькому храмі Воздвиження Чесного Хреста — при вівтарі Успіння Пресвятої Богородиці. Але вже у скорому часі громада греко-католиків Чернівців почала збільшуватися і тоді чернівчанин Тадей Туркул подарував невеличку земельну ділянку й пожертвував власні кошти на будівництво нової церкви. 10 червня 1821 року новозбудована церква отримала благословення. Першу назву церква отримала на честь святого апостола Тадея і її першим парохом був о. Теодор Лаврецький — до 1833 року. Отець Теодор Лаврецький мав 5 сотрудників, котрі напевно обслуговували філії в Садгорі, Заставній, Погорілівці, Кучурмаре, Сереті та Глибокій, що належали до Чернівецької парафії.
Помер у Чернівцях 13 листопада 1833 року.